# Jonathan Lethem
Jonathan Allen Lethem (Brooklyn, Nueva York; 19 de febrero de 1964) es un ensayista, novelista y cuentista estadounidense.

## Biografía
Lethem nació en Brooklyn, Nueva York, hijo de Judith Frank Lethem, una activista política, y Richard Brown Lethem, un pintor de vanguardia. Era el mayor de tres hermanos. De padre protestante (con ascendencia escocesa e inglesa) y madre judía (con raíces en Alemania, Polonia y Rusia), creció en el barrio de Boerum Hill en Brooklyn. Sus padres se divorciaron cuando Lethem era joven. Cuando tenía trece años, su madre Judith murió de un tumor cerebral maligno, un evento que, según él, lo atormentó y afectó fuertemente su escritura.
Cuando era joven adquirió un conocimiento enciclopédico de la música de Bob Dylan, vio Star Wars veintiuna veces durante su estreno teatral en 1977 y leyó las obras completas del escritor de ciencia ficción Philip K. Dick. Lethem diría más tarde que el trabajo de Dick era "una influencia tan formativa como la marihuana o el punk rock, igualmente responsable de arruinar maravillosamente mi vida, de doblarla irreversiblemente a lo largo de un rumbo por el que todavía viajo". Interesado por la pintura, cursó en la High School of Music & Art de Nueva York. Después de graduarse de la escuela preparatoria, Lethem ingresó al Bennington College en Vermont en 1982 como futuro estudiante de arte, hasta que se mudó a California y comienza allí su vida de escritor, trabajando como empleado en librerías usadas y escribiendo en su tiempo libre. Lethem publicó su primer cuento en 1989 y publicó varios más a principios de la década de 1990.

## Carrera como escritor
Su primera novela, Gun, with Occasional Music, un libro que mezcla elementos de ciencia ficción y novela negra, fue publicada en 1994. Le siguieron tres novelas más de ciencia ficción. En 1999, Lethem publicó Huérfanos de Brooklyn (Motherless Brooklyn). En 2003, publicó La fortaleza de la soledad (The Fortress of Solitude). Lethem escribe también cuentos y artículos, y el cómic Omega el Desconocido, un revival de un superhéroe de los setenta.
Lethem ha publicado cinco colecciones de ficción corta, como The Wall of the Sky, The Wall of the Eye y Men and Cartoons. En marzo de 2005 publicó The Disappointment Artist, su primera colección de ensayos. El 20 de septiembre de 2005, Lethem recibió una beca MacArthur. También ha escrito periodismo musical. En septiembre de 2006, Lethem escribió el artículo "El genio de Bob Dylan", una extensa entrevista a Bob Dylan, que fue publicada en Rolling Stone. La entrevista contenía las reflexiones de Lethem sobre los logros artísticos de Dylan, discutiendo la insatisfacción de Dylan con las técnicas de grabación contemporáneas y reflexiones sobre su estatus.
Después de Motherless Brooklyn y The Fortress of Solitude, Lethem decidió que "era hora de dejar Brooklyn en un sentido literario... Realmente necesitaba desafiarme todas esas cosas sobre el lugar y la memoria". En 2007, regresó a California, donde se había ambientado parte de su ficción anterior, con You Don't Love Me Yet, una novela sobre una banda de rock. A principios de 2007, Lethem comenzó a trabajar en Chronic City, que se publicó el 13 de octubre de 2009. En julio de 2008, Lethem dijo que Chronic City está "ambientada en el Upper East Side de Manhattan, está fuertemente influenciada por Saul Bellow, Philip K. Dick, Charles G. Finney y Vértigo de Hitchcock y se trata de un círculo de amigos que incluye a un actor estrella infantil, un crítico cultural, un escritor fantasma de autobiografías y un funcionario de la ciudad. Y es largo y extraño".

Su ensayo, "El éxtasis de la influencia: un plagio" (2007), es una defensa apasionada del plagio y un llamado a regresar a una "economía del don" en las artes. Escribeː
El núcleo, el alma... vayamos más allá y digamos la sustancia, la masa, el material real y valioso de todas las expresiones humanas, es plagio... No piratees mis ediciones; saquea mis visiones. El nombre del juego es Dálo Todo. Lector, eres bienvenido a mis historias. En primer lugar, nunca fueron mías, pero te las di.
El ensayo fue incluido en su colección de 2011, The Ecstasy of Influence. A partir de ese año, se desempeñó como profesor Roy E. Disney en escritura creativa en Pomona College, un puesto que ocupaba anteriormente el difunto David Foster Wallace. La novena novela de Lethem, titulada Dissident Gardens, fue publicada el 10 de septiembre de 2013. En una entrevista con Los Angeles Times destacó su temática en torno a los "izquierdistas estadounidenses". Su décima novela, A Gambler's Anatomy, publicada en octubre de 2016, trata de "un estafador internacional de backgammon que se cree psíquico". Después de cambiar de editor de Doubleday a Ecco, Lethem siguió con The Feral Detective en noviembre de 2018, su primera incursión en el género de novelas de detectives desde Motherless Brooklyn.
La duodécima novela de Lethem, The Arrest, se publicó en noviembre de 2020.

## Vida personal
Lethem contrajo matrimonio con Shelley Jackson de 1987 a 1997, luego con Julia Rosenberg de 2000 al 2002 y por último con la cineasta Amy Barrett. Fueron padres de Everett Barret Lethem. Vive en Brooklyn y Berwick, Maine. Tiene dos hijos.

## Obra
En negrita figuran las obras publicadas en español.

### Novelas
- Gun, with Occasional Music (1994)
- Amnesia Moon (1995)
- Cuando Alice se subió a la mesa (As She Climbed Across the Table, 1997)
- Paisaje con muchacha (Girl in Landscape, 1998)
- Huérfanos de Brooklyn (Motherless Brooklyn, 1999)
- La fortaleza de la soledad (The Fortress of Solitude, 2003)
- Todavía no me quieres (You Don't Love Me Yet, 2007)
- Chronic City (Chronic City, 2009)
- Los jardines de la disidencia (Dissident Gardens, 2013)
- Anatomía de un jugador (A Gambler's Anatomy, 2016)
- El Detective Salvaje (The Feral Detective, 2018)
- The Arrest (2020)
- Brooklyn, una novela criminal (Brooklyn Crime Novel, 2023)

### Novelas cortas
- This Shape We're In (2000)

### Libros de relatos
- The Wall of the Sky, the Wall of the Eye (1996)
- Kafka Americana (1999) (con Carter Scholz)
- Men and Cartoons (2004)
- How We Got Insipid (2006)

### No ficción
- The Disappointment Artist (2005)
- Believeniks!: 2005: The Year We Wrote a Book About the Mets con Christopher Sorrentino, como "Ivan Felt and Harris Conklin" (2006)
- They Live (2010)
- The Ecstasy of Influence: Nonfictions, Etc. (2011)
- The Exegesis of Philip K. Dick (2011, coeditor con Pamela Jackson)
- Talking Heads' Fear Of Music (2012)

### Cómics
- Omega el desconocido (Omega the Unknown, 2007)

### Guiones
- Light and the Sufferer (2009) - guion de Christopher Peditto basado en un relato de Lethem.
- The Epiphany (2011) - cortometraje de SJ Chiro basado en un relato de Lethem.
- Motherless Brooklyn (2019) - guion escrito por Edward Norton